# Ca l'Estarder
Ca l'Estarder és una casa d'Amer (Selva) inclosa a l'Inventari del Patrimoni Arquitectònic de Catalunya.

## Descripció
Immoble de tres plantes, entre mitgeres, cobert amb una teulada a dues aigües de vessats a façana. Està ubicat al costat esquerre del carrer Girona.
La façana principal, que dona al carrer Girona està completament arrebossada sense rebre cap complement extern més i té dues crugies. La planta baixa consta tan sols d'una obertura com és el portal quadrangular d'accés, el qual ha perdut la llinda monolítica però conserva els muntants laterals de pedra sorrenca.
En el primer trobem dues obertures: a la dreta una finestra rectangular equipada amb llinda monolítica, muntants laterals i ampit treballat. A la dreta una gran obertura rectangular amb llinda monolítica i muntants de pedra, la qual és projectada com a balconada independent i equipada amb la seva barana de ferro forjat. Les dues obertures tenen com a matèria primera la pedra sorrenca.
En el segon pis tenim dues grans obertures d'arc de mig punt emmarcades amb maó i projectades com a balconades independents i equipades amb les seves respectives baranes de ferro forjat. Ara bé per les dimensions reduïdes d'aquestes, hauríem de parlar més d'ampits que no pas de baranes, perquè no sobresurten gens respecte el pla horitzontal de la façana, ja que estan totalment mancades de profunditat.
Pel que fa al treball de la forja aplicat tant a la barana del primer pis com a les dues baranes/ampits del segon pis, aquest és molt auster i discret.
Tanca la façana en la part superior un ràfec format per tres fileres: la primera i la segona de rajola plana i la tercera de teula.
La majoria d'edificis del carrer Girona comparteixen entre ells tota una sèrie de paral·lelismes compositius, estructurals i formals molt evidents. I és que en tots nou (Vegeu fitxa de Can Passallops), (Vegeu fitxa de Can Plana), (Vegeu fitxa de Can Janic Casals), (Vegeu fitxa de Can Cantí), (Vegeu fitxa de Can Cisteller de Dalt), (Vegeu fitxa de Can Japic), (Vegeu fitxa de Can Pere de la Quima) i (Vegeu fitxa de Can Paradís) trobem tota una sèrie de trets comuns i similituds com ara la façana estructurada en dues crugies; la coberta prima, per sobre de tot, la projecció a dues aigües de vessants a façana -a excepció de Can Japic que la coberta és d'una sola aigua de vessant a façana; la majoria d'immobles consten de tres plantes - a excepció de Can Pere de la Quima que en té quatre-; proliferen per tota la façana un gran nombre de balconades equipades amb les seves respectives baranes de ferro forjat; el sistema d'obertures tendeix a ser el mateix, en el qual sobresurt el portal quadrangular d'accés equipat amb llinda monolítica i muntants de pedra ben treballats i escairats; la pedra sol tenir poc acta de presència en les façanes - a excepció de Can Passallops i Can Pere de la Quima en les façanes dels quals queda completament a la vista les pedres fragmentades i els còdols der riu- i la trobem concentrada específicament en les llindes, muntants i ampits de les diverses obertures; el tipus de pedra per excel·lència i que té més difusió és la pedra sorrenca, mentre que la pedra nomolítica o pedra calcària de Girona té poc protagonisme.

## Història
L'immoble que podem contemplar avui dia, és el resultat final del procés de reconstrucció i reformulació integral de tot l'edifici que es va dur a terme a principis d'aquest segle, aproximadament. Aquest procés és molt evident si es comparen fotografies antigues, com ara la fitxa del Servei de Patrimoni núm. 26.525, amb actuals. I és què a simple vista s'observa la introducció de canvis dràstics; en primer lloc, la façana ja no està arrebossada i pintada com veiem en la fitxa del Servei de Patrimoni, sinó que en l'actualitat la façana està simplement arremolinada i sense rebre cap complement extern més. En segon lloc, s'ha apujat sensiblement l'alçada total de l'edifici. I finalment les obertures han resultat sensiblement modificades, tant amb l'obertura de noves com en l'alteració de la seva naturalesa i proporcions.
El carrer Girona, en el qual trobem inscrit aquest immoble, pertany a un dels barris més importants d'Amer com és el Pedreguet. Es tracta d'un barri emblemàtic que té en el carrer Girona un dels seus màxims exponents, com així ho acredita el fet de ser una de les principals artèries del nucli des de l'edat mitjana, com també ser l'eix vertebrador del barri.
En la fitxa original del Servei de Patrimoni núm. 26.525, l'immoble apareix denominat com "Can Josep Bagué". Després de posar-nos en contacte amb l'erudit local Joan López Grau (arxiu fotogràfic d'Amer), aquest ens va proporcionar un calendari molt valuós que havia editat aquest any l'Ajuntament d'Amer, en el qual apareixia el nom popular de la majoria de cases del barri del Pedreguet, format entre molts altres carrers, pel carrer Girona. En el calendari sortia que l'immoble núm. 43 del carrer Girona, era conegut com a "Ca l'Estrader".